# Skyggen af Emma
Skyggen af Emma er en dansk film fra 1988 af Søren Kragh-Jacobsen, der også har skrevet manuskriptet med Jørn O. Jensen.
Det er en film der henvender sig til både børn og voksne. Den er særegen i genren idet den loyalt skildrer den ikke ligefrem sympatiske piges møde med samfundets bund.
Den dengang 12-årige Line Kruse havde her sin første store rolle.

## Handling
Filmen er en fabel for børn og voksne. I 1930'ernes København bor den 12-årige Emma i et kærlighedsløst overklassehjem. Hun stikker af og møder den simple, svenske kloakarbejder Malthe i et Nørrebrosk miljø omkring værtshuset Nøsen, som er blottet for enhver form for materiel velstand. Emma står med sit fine overklassetøj som en skarp kontrast til dette sceneri og forklarer sin tilstedeværelse her med en historie om, at hun er blevet kidnappet på samme måde som (den samtidige) Charles Lindberghs søn blev kidnappet. Denne løgnehistorie giver hende altså en kærkommen pause fra hendes ulidelige hverdagsliv som barn i et herskabsmiljø. Da hun næste dag vender hjem, opdager hun, at der slet ikke er nogen, der har savnet hende. De har ikke opdaget at hun har været væk om natten.
Ulykkelig stikker hun af igen og opsøger igen Malthe, som er svensk fremmedarbejder, forhundset og forhutlet – ikke så lidt af en knækket mand. Menneskelig forståelse er i Malthes omgivelser ligesom i Emmas hjem en mangelvare, ihvorvel den dog her viser sig lejlighedsvist. De er begge isolerede mennesker, og der opstår et særegent venskab imellem dem. Emma finder beskyttelse hos Malthe, selv om det mest af alt er ham, der trænger til hendes beskyttelse. Venskabet med Emma får en ny, gryende selvrespekt til at vokse i ham. Hun møder om ikke forståelse, så kommer hun dog ud af oversethedens usynliggørelse.
På snedig vis får Emma lokket penge fra forældrene, og sammen med Albert og Gustav, to drenge fra miljøet, oplever hun og Malthe en eventyrlig rigdom for en enkelt aften under et fornemt hotelbesøg.

## Medvirkende
- Line Kruse – Emma Zülow
- Börje Ahlstedt – Malthe Eliasson
- Henrik Larsen – grosserer Zülow, Emmas far
- Inge Sofie Skovbo – Emmas mor
- Ken Vedsegaard – Albert, lille dreng i "Nøsen"
- Bent N. Steinert – Gustav, stor dreng i "Nøsen"
- Ulla Henningsen – Ruth, Malthes "kæreste"
- Otto Brandenburg – Tage Vilse, "Nøsen"s indehaver
- Sanne Graugaard – Rosa, servitrice i "Nøsen"
- Lene Vasegaard – Dorthea, stuepige hos Zülow
- Pernille Hansen – Lise, køkkenpige hos Zülow
- Jesper Christensen – Poul, Zülows chauffør
- Jeanne Boel – Line, køkkenpige hos Zülow
- Erik Wedersøe – Kriminalassistent
- Søren Østergaard – Madsen, kriminalbetjent
- Hardy Rafn – politidirektør
- Flemming Jensen – polititekniker
- Arne Hansen – Rydtkov, læge
- Holger Boland – orgelmand
- John Martinus – Ragner, mand på teatret
- Paul Hüttel – hotelportier
- William Kisum – piccolo
- Torben Jensen
- Helen Svanholm
- Dorthe Gersbye
- Soren Skjar
- Irene Vasegard